# Owen Davidson
Owen Keir Davidson (ur. 4 października 1943 w Melbourne, zm. 12 maja 2023 w Conroe) – tenisista australijski, zwycięzca turniejów wielkoszlemowych w mikście i deblu. Jest obok swojego rodaka Kena Fletchera jedynym mężczyzną, który skompletował Wielkiego Szlema w grze mieszanej; sukces ten Davidson osiągnął w 1967, ale w odróżnieniu od Fletchera mając nie jedną partnerkę, a dwie.

## Życiorys
Kariera Owena Davidsona przypadła na schyłek ścisłego podziału tenisa na zawodowy i amatorski oraz początek ery „open”. Leworęczny zawodnik, dysponował charakterystycznym dla mańkutów skutecznym wyrzucającym serwisem, po którym szukał zazwyczaj rozwiązań wolejowych przy siatce. Jednym z jego sztandarowych zagrań był również skrót. Umiejętności te predestynowały go do sukcesów na szybkich nawierzchniach, ale Davidson nie zdołał wywalczyć sobie miejsca w pierwszym szeregu graczy australijskich, mając za konkurentów takich zawodników, jak Fred Stolle, Roy Emerson, John Newcombe czy Tony Roche.
Specjalnością Owena Davidsona stała się gra mieszana. Pierwszy tytuł zdobył w rodzinnej Australii w 1965, mając za partnerkę Robyn Ebbern, ale rezultat ten jest niekiedy pomijany w statystykach ze względu na nierozegrany finał – tytuł mistrzowski przyznano również Johnowi Newcombe i Margaret Court. Rok później Davidson wygrał mistrzostwa Stanów Zjednoczonych, występując z reprezentantką USA w Pucharze Wightman Donną Floyd. Sezon 1967 okazał się najbardziej udany w karierze Australijczyka; w międzynarodowych mistrzostwach Australii triumfował w parze z Lesley Turner Bowrey, a w pozostałych imprezach Wielkiego Szlema z Amerykanką Billie Jean King. Na Wimbledonie dołożył w ten sposób swój ważny wkład w „potrójną koronę” King, która w tymże roku oprócz miksta wygrała także grę pojedynczą i grę podwójną. Dzięki czterem tytułom Davidson stał się, cztery lata po Kenie Fletcherze, drugim mężczyzną z mikstowym Wielkim Szlemem, czego nie udało się nikomu powtórzyć przez kolejne czterdzieści lat.
Billie Jean King była tą partnerką, z którą Davidson świętował najwięcej mistrzowskich tytułów. Wprawdzie w 1968 ulegli w finale mistrzostw Francji parze gospodarzy Françoise Durr i Jeanowi-Claude Barclayowi, ale w późniejszych latach, już w erze „open”, wygrywali jeszcze trzykrotnie na trawnikach Wimbledonu oraz dwukrotnie w US Open. Ostatnie zwycięstwo odnieśli w 1974 na Wimbledonie. Tym samym liczba wielkoszlemowych tytułów Davidsona w grze mieszanej sięgnęła 11 (uwzględniając mistrzostwo Australii z 1965).
Kolejne dwa zwycięstwa w najważniejszych turniejach tenisowych wąsaty Australijczyk zanotował w deblu męskim. W 1972 mając za partnera Kena Rosewalla wygrał Australian Open, rok później z Johnem Newcombe triumfował w US Open. Był ponadto kilkakrotnie w finałach deblowych, także w okresie poprzedzającym erę „open”. W 1966 na Wimbledonie, a w 1967 na mistrzostwach Australii i mistrzostwach USA w finałach musiał uznawać wyższość rywali, za każdym razem występując z Billem Bowreyem (mężem Lesley Turner); wszystkie te finały miały skład wyłącznie australijski, po przeciwnej – i zwycięskiej – stronie siatki znajdował się za każdym razem John Newcombe, albo z Tony Rochem, albo z Kenem Fletcherem. Po kilku latach, w 1972, to z kolei Newcombe był partnerem Davidsona w finale US Open, ale tym razem lepsza okazała się para brytyjsko-południowoafrykańska Roger Taylor i Cliff Drysdale. Niemniej jednak, jak już wspomniano wyżej, po roku triumf w tej imprezie przypadł właśnie Newcombe i Davidsonowi. Poza Wielkim Szlemem cennymi sukcesami Davidsona w deblu były dwa finały międzynarodowych mistrzostw Włoch, oba w parze z Bowreyem, chociaż w odmiennych warunkach rywalizacji – przed erą „open” w 1967 i już po dopuszczeniu profesjonalistów w 1970.
Trudna rywalizacja, nie tylko ze swoimi rodakami, wprawdzie ograniczyła sukcesy Owena Davidsona jako singlisty, ale nie wyłączyła go zupełnie z tej specjalności tenisowej. W 1965 leworęczny Australijczyk triumfował w wimbledońskim turnieju pocieszenia Plate. Rok później, pozostając poza rozstawieniem, dotarł na Wimbledonie aż do półfinału, notując zwycięstwa m.in. nad Niki Piliciem, Clarkiem Graebnerem, Tomem Okkerem; wszyscy ci gracze niebawem figurowali w czołowej dziesiątce rankingu światowego, ale Davidson nie ograniczył się do tych zwycięstw, w ćwierćfinale wyeliminował bowiem najwyżej rozstawionego, swojego rodaka, Roya Emersona 1:6, 6:3, 6:4, 6:4. Dopiero w półfinale Davidsona zatrzymał Hiszpan Manuel Santana, dla którego półfinał (6:2, 4:6, 9:7, 3:6, 7:5) okazał się dużo bardziej zacięty niż późniejszy zwycięski finał z Dennisem Ralstonem (6:4, 11:9, 6:4).
W samym roku przemian tenisowych – 1968 – Davidson dołączył do grona tenisistów zawodowych. Przeniósł się wówczas do Anglii, gdzie pracował jako trener profesjonalny w All England Tennis Club na Wimbledonie oraz trener reprezentacji Wielkiej Brytanii w Pucharze Davisa. W 1968 wziął udział w pierwszym turnieju ery „open”, w mistrzostwach Wielkiej Brytanii na kortach twardych w Bournemouth, w meczu otwarcia pokonując Johna Cliftona (ostatniego Szkota w brytyjskiej reprezentacji pucharowej do czasu Andy’ego Murraya). W 1970 Davidson dołączył do grupy zawodowej World Championship Tennis, gdzie jego największym sukcesem okazało się mistrzostwo turnieju finałowego cyklu w deblu w 1974 w parze z Johnem Newcombe. Od 1973, po małżeństwie z Amerykanką, występował też w amerykańskiej lidze tenisowej World Team Tennis. Karierę sportową zakończył w 1975.
W latach 1962–1967 pozostawał w składzie australijskiej reprezentacji w Pucharze Davisa pod wodzą słynnego Harry’ego Hopmana, ale wobec ostrej rywalizacji nie dane mu było zagrać w żadnym spotkaniu. Australijczycy w latach 1964-1967 nieprzerwanie sięgali po trofeum, a to zgodnie z ówczesnymi regulacjami oznaczało, że toczyli tylko jedno spotkanie w sezonie – właśnie w obronie tytułu; stąd i okazji do gry było mniej niż w późniejszych czasach, i rywale byli z najwyższej półki, po przejściu całorocznej rywalizacji, co z kolei nie pozwalało kapitanowi na zbytnie eksperymentowanie ze składem ekipy.
Po zakończeniu kariery Davidson pozostał związany z tenisem jako działacz. Występuje również z powodzeniem w rozgrywkach weteranów.

## Osiągnięcia w turniejach wielkoszlemowych
- międzynarodowe mistrzostwa Australii
  - gra podwójna – zwycięstwo 1972 (z Kenem Rosewallem), finał 1967 (z Billem Bowreyem)
  - gra mieszana – zwycięstwa 1965 (z Robyn Ebbern, 1967 (z Lesley Turner Bowrey)
- międzynarodowe mistrzostwa Francji
  - gra mieszana – zwycięstwo 1967, finał 1968 (oba z Billie Jean King)
- Wimbledon
  - gra podwójna – finał 1966 (z Billem Bowreyem)
  - gra mieszana – zwycięstwa 1967, 1971, 1973, 1974 (wszystkie z Billie Jean King)
- międzynarodowe mistrzostwa USA
  - gra podwójna – zwycięstwo 1973 (z Johnem Newcombe), finały 1967 (z Billem Bowreyem), 1972 (z Johnem Newcombe)
  - gra mieszana – zwycięstwa 1966 (z Donną Floyd), 1967, 1971, 1973 (wszystkie z Billie Jean King)